# Енріко Ґуаццоні
Енріко Ґуаццоні (італ. Enrico Guazzoni 18 вересня 1876, Рим — 24 вересня 1949, Рим) — італійський кінорежисер, кінопродюсер, сценарист, художник.

## Життєпис
Енріко Ґуаццоні навчався живопису в інституті витончених мистецтв у Римі. Потім працював художником-декоратором і плакатистом. У 1904, спільно з Федеріко Балестером створив розпису в будівлі Cinema Moderno, що збереглися до наших днів.
У 1907 році Енріко Ґуаццоні захопився кіно. У 1909 зняв свій перший короткометражний фільм.
Енріко Ґуаццоні визнаний фахівець у жанрі історичних фільмів, один з родоначальників пеплума. Є автором великої кількості пишних псевдоісторичних постановочних фільмів. Картини Енріко Ґуаццоні за своєю потужністю та експресії в трактуванні античної історії сильно відрізнялися від знятих іншими режисерами в ті ж роки кінострічок. Всього їм було знято 58 кінофільмів.
У 1911 зняв один з перших італійських фільмів «Аґріпіна», в якому було зайнято близько 2000 акторів. Світову популярність отримав після виходу фільму «Камо грядеши»? (Quo Vadis?) (1912), який був найкасовішим фільмом у Лондоні, Парижі, Берліні і Нью-Йорку.
У 1944 зняв свій останній кінофільм. В останні роки життя відійшов від творчої діяльності.